# Bataille des Philippines (1941-1942)
Pour les articles homonymes, voir Bataille des Philippines.
Théâtre du Pacifique Sud-Ouest de la Seconde Guerre mondiale
Batailles
Batailles et opérations de la guerre du Pacifique

Japon :
- Raid de Doolittle
- Bombardements stratégiques sur le Japon (Tokyo
- Yokosuka
- Kure
- Hiroshima et Nagasaki)
- Raids aériens japonais des îles Mariannes
- Campagne des archipels Ogasawara et Ryūkyū
- Opération Famine
- Bombardements navals alliés sur le Japon
- Baie de Sagami
- Invasion de Sakhaline
- Invasion des îles Kouriles
- Opération Downfall
- Reddition du Japon

Pacifique central :
- Pearl Harbor
- Guam (1941)
- Wake
- Raid sur les îles Gilbert et Marshall
- Opération K
- Midway
- Opération RY
- Campagne des îles Gilbert et Marshall
- Campagne des îles Mariannes et Palaos
- Campagne des archipels Ogasawara et Ryūkyū
- Opération Inmate

Pacifique du sud-ouest :
- Nauru
- Invasion des Philippines (1941-42)
- Invasion des Indes orientales néerlandaises
- Opérations de l'Axe dans les eaux australiennes
- Raids aériens japonais sur l'Australie (1942-43)
- Opération Ke
- Campagne des îles Salomon
- Campagne de Nouvelle-Guinée
- Campagne des Philippines
- Campagne de Bornéo (1945)

Asie du sud-est :
- Invasion de l'Indochine (1940)
- Océan Indien (1940-45)
- Guerre franco-thaïlandaise
- Invasion de la Thaïlande
- Campagne de Malaisie
- Hong Kong
- Singapour
- Campagne de Birmanie
- Opération Kita
- Indochine (1945)
- Détroit de Malacca
- Opération Jurist
- Opération Tiderace
- Opération Zipper
- Bombardements stratégiques (1944-45)

Guerre sino-japonaise
Front d'Europe de l’Ouest
Front d'Europe de l’Est
Bataille de l'Atlantique
Campagnes d'Afrique, du Moyen-Orient et de Méditerranée
Théâtre américain
La bataille des Philippines résulte de l'invasion du Commonwealth des Philippines par l'empire du Japon en 1941-42 et de la défense de l'archipel par les troupes philippines et américaines. Cette bataille s'est traduite par une victoire japonaise mais la résistance des troupes philippino-américaines, surtout dans la péninsule de Bataan, a permis de retarder les attaques et occupations japonaises d'autres secteurs de l'Extrême-Orient et de faciliter la contre-attaque alliée dans le Sud-Ouest Pacifique de la fin 1942.

## Contexte
À partir de l'été 1941, à la suite de la tension croissante entre l'empire du Japon et plusieurs autres puissances dont les États-Unis, le Royaume-Uni et les Pays-Bas, plusieurs pays du Sud-Est asiatique et du Pacifique s'attendaient à la guerre. La prise des Philippines représentait pour les Japonais un enjeu crucial : du fait de sa position géographique, l'archipel pouvait fournir au Japon un appui pour effectuer la conquête des Indes orientales néerlandaises et de leurs puits de pétrole. De plus, le contrôle des Philippines permettait au Japon de protéger son territoire en se prémunissant contre les attaques via le sud-est asiatique.

## Défense
La défense des Philippines était assurée par 10 divisions de l'armée philippine sous le commandement du général américain Douglas MacArthur commandant la United States Army Forces in the Far East. Ce dernier avait pris sa retraite de chef d'état-major de l'armée américaine en 1937 et accepté le commandement de l'armée philippine. Le gouvernement philippin souhaitait qu'il réforme cette armée composée initialement de réservistes manquant d'équipements, d'entraînement et d'organisation.

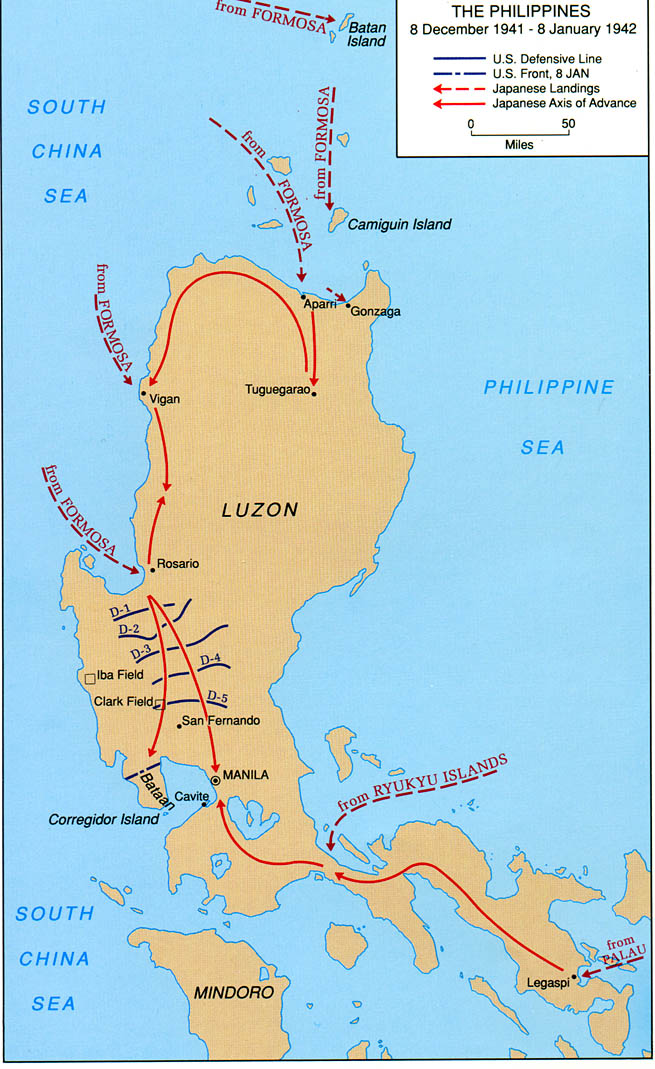

L'armée de terre américaine avait sur l'archipel une garnison forte de 22 500 hommes, connue sous le nom de Philippine Departement et sous le commandement du major general George Grunert (en). La principale force de cette garnison était la division philippine, qui comprenait un grand nombre de Philippins dans des unités de Scouts philippins. La garnison avait été augmentée par 8 500 hommes de la garde nationale venue des États-Unis dont les deux seules unités blindées, les 192e et 194e bataillons de chars, étaient équipées de chars légers M3 Stuart.
La Far East Air Force (FEAF) de l'US Army Air Forces, sous le commandement du major général Lewis H. Brereton, était la plus grande formation aérienne américaine en dehors des États-Unis. Elle comprenait 107 avions de chasse P-40 et 35 bombardiers B-17 Flying Fortress.
MacArthur avait organisé les défenseurs en quatre commandements. La force de Luçon Nord sous les ordres du major général Jonathan Mayhew Wainwright IV, défendait les sites les plus propices à une attaque amphibie ennemie et les plaines centrales. Cela comprenait la péninsule de Bataan, la position de repli, adjacente à la baie de Manille. Séparée par un étroit bras de mer de Bataan se trouvait Fort Mills sur l'île de Corregidor, qui abritait les 59e et 60e régiments anti-aériens, des batteries fixes de défense côtière, et le 91e régiment et quelques forces de Scouts philippins. Les forces de Wainwright incluaient les 11e, 21e et 31e divisions d'infanterie de l'armée philippine, le 26e régiment de cavalerie américain, un bataillon du 45e régiment d'infanterie américain, deux batteries de canons de 144 mm et une batterie de 75 mm de canon de montagne. La 71e division d'infanterie philippine servait de réserve et ne pouvait être engagée que sur ordre de MacArthur.
La force de Luçon Sud, sous les ordres du brigadier général George M. Parker Jr. contrôlait une zone à l'est et au sud de Manille. Parker avait les 41e et 51e divisions d'infanterie de l'Armée philippine et deux batteries du 86e régiment américain d'artillerie de champ de bataille.
La force de Visayan–Mindanao sous les ordres du brigadier général William F. Sharp (en) comprenait les 61e, 81e et 101e divisions d'infanterie.
Une force de réserve, sous le commandement de MacArthur était composée de la division philippine, la Far East Air Force et des unités d'état-major de l'armée philippine et du Philippine Department, stationnées juste au nord de Manille. Quatre régiments américains d'artillerie gardaient l'entrée de la baie de Manille, dont l'île de Corregidor.

### Erreur stratégique de la Far East Air Force
Après l'attaque de Pearl Harbor le 7 décembre (8 décembre aux Philippines, qui est de l'autre côté de la ligne de changement de date), Brereton pressa ses supérieurs de lancer un bombardement aérien sur Formose, alors territoire japonais à partir de laquelle une attaque pouvait provenir mais il ne fut pas suivi, ce qui se révélera une erreur fatale. Quand les pilotes japonais de la 11e flotte aérienne attaquèrent la base aérienne de Clark Field, neuf heures plus tard, les deux escadrons de B17 étaient alignés sur le champ d'aviation et de nombreux aviateurs américains se préparaient juste à décoller. La première vague des 27 bombardiers japonais réussit son attaque surprise et détruisit au sol la plupart des bombardiers lourds américains. Une seconde vague de frappe aérienne suivit tandis que les Zero mitraillaient le terrain. Seuls trois P-40 réussirent à décoller. Une attaque similaire sur l'aérodrome d'Iba au nord-ouest de Luçon fut également victorieuse : tous les escadrons sauf deux furent détruits. La Far East Air Force perdit une grosse moitié de ses avions le premier jour de la guerre, et fut presque entièrement détruite les jours suivants.

## Invasion
La 14e armée japonaise commandée par le général Masaharu Homma commença son invasion en débarquant sur l'île de Batan (à ne pas confondre avec Bataan), au large de la côte nord de Luçon le 8 décembre 1941. D'autres débarquements suivront les deux jours suivants, sur l'île Camiguin et à Vigan City, sur Aparri, Gonzagua dans le nord de Luçon. Deux B-17 américains attaquèrent les navires japonais déchargeant au large de Gonzague. D'autres B-17 accompagnés de chasseurs attaquèrent les débarquements japonais à Vigan. Dans la dernière action coordonnée de la Far East Air Force, les avions américains endommagèrent deux bateaux de transport japonais, le croiseur Naka et le destroyer Murasame et coulèrent un dragueur de mines.
Tôt dans la matinée du 12 décembre, les Japonais débarquèrent 2 500 hommes de la 16e division à Legazpi au sud de Luçon, à 240 km des plus proches forces américaines et philippines. L'attaque sur Mindanao suivit le 19 décembre. Cependant l'amiral Thomas C. Hart retira la plupart de la flotte asiatique américaine des eaux des Philippines, après les frappes aériennes japonaises qui avaient infligé de lourds dommages aux installations navales américaines de Cavite le 8 décembre. Seuls les sous-marins y furent maintenus pour contester la supériorité navale japonaise.

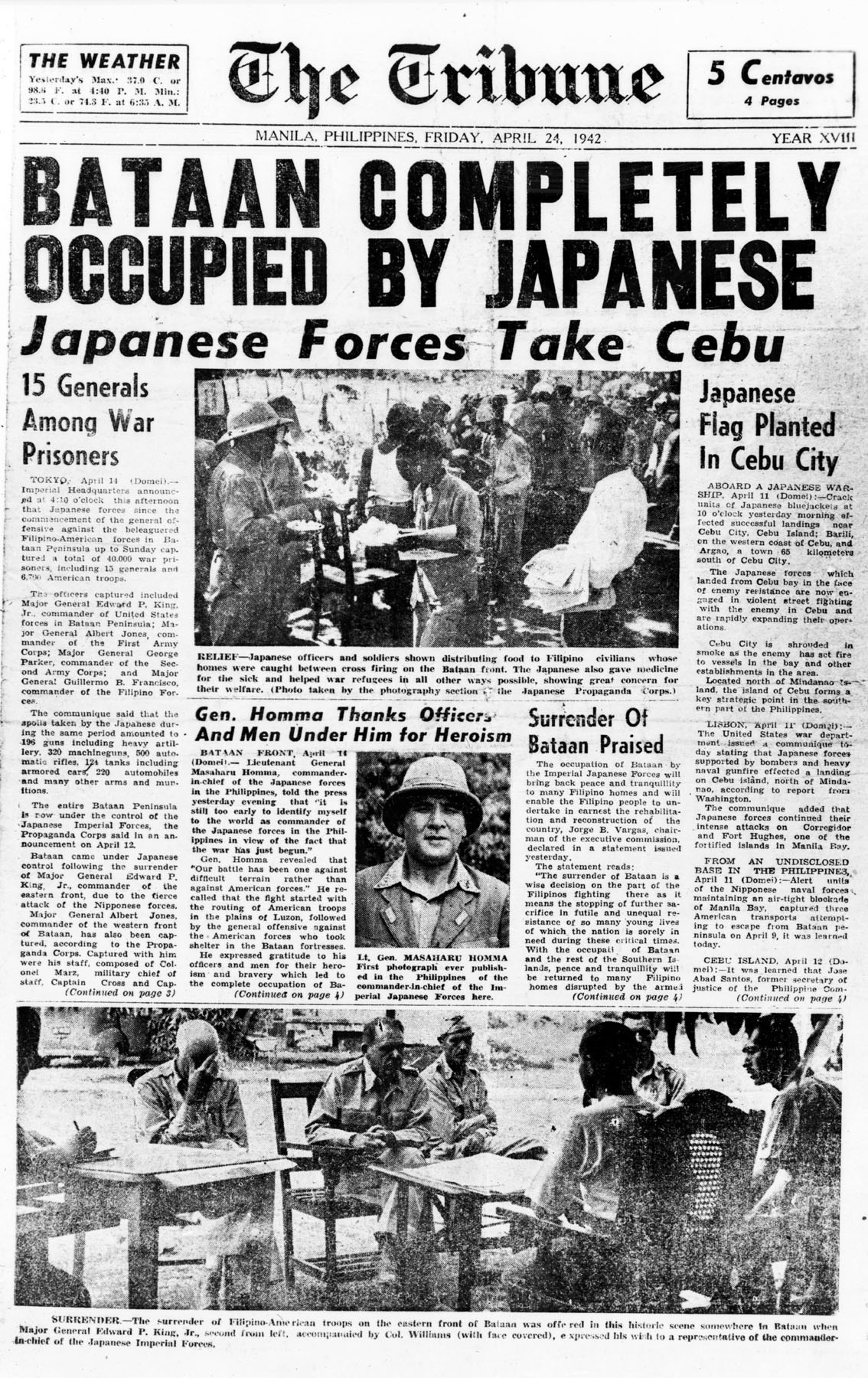
Gros titres d'un journal anglophone du 24 avril 1942 guerre mondiale lors de la conquête des Philippines par le général Masaharu Homma. L'expansionnisme du Japon paraît irrésistible.

L'attaque principale débuta tôt dans la matinée du 22 décembre quand les 43 110 hommes de la 14e armée du général Homma entrèrent dans le golfe de Lingayen à Luçon. La 48e division et des éléments de la 16e division de l'armée impériale, appuyés par l'artillerie et par 80 à 100 tanks, débarquèrent à trois endroits de la côte orientale du golfe. Quelques B-17 venus d'Australie, ainsi que des sous-marins américains, attaquèrent la flotte d'invasion mais sans grand effet. Les 11e et 71e divisions de l'Armée philippine du général Wainwright, pauvrement entraînées et équipées ne purent ni repousser les débarquements, ni fixer l'ennemi sur les plages. Les unités restantes des 48e et 16e divisions débarquèrent plus au sud dans le golfe. Le 26e de cavalerie avança à leur rencontre, il combattit durement à Rosario mais après avoir subi de lourdes pertes et sans espoir de renforts suffisants, il fut forcé de se retirer. À la nuit tombante, le 23 décembre, les Japonais avaient avancé de 16 km à l'intérieur de l'île. Le jour suivant, 7 000 hommes de la 16e division japonaise débarquèrent en trois endroits le long des côtes de la baie de Lamon. Au sud de Luçon, ils trouvèrent les forces du général Parker dispersées et incapables d'offrir une résistance sérieuse. Ils consolidèrent immédiatement leurs positions et commencèrent à faire route vers Manille où ils allaient faire la jonction avec les forces avançant vers le sud en direction de la capitale pour la victoire finale.
La plupart des forces alliées se rendirent ou furent submergées. La division philippine américaine alla au front pour couvrir le retrait des troupes vers Bataan et résister à l'avance japonaise dans la région de baie de Subic. Le 26 décembre, MacArthur informa ses commandants qu'il réactivait un vieux plan de bataille pour ne défendre que Bataan et Corregidor ; les états majors et le gouvernement philippin s'y réfugièrent. Cependant des forces substantielles restèrent dans d'autres zones pour encore plusieurs mois.
Le 30 décembre, la 31e division d'infanterie des Philippines (en) se déplaça à proximité de la passe du Zigzag afin de protéger les flancs des troupes qui se retiraient de la partie sud de Luçon, pendant que la division U.S. Philippine établissait sa position à Bataan.

## Bataille de Bataan
Du 7 au 14 janvier, les Japonais s'occupèrent des repérages et de la préparation de l'attaque sur les positions sur la ville d'Abucay. Les forces américaines et philippines repoussèrent des attaques nocturnes sur Abucay. Le 16 janvier, la division américaine des philippines tenta sans succès une contre-attaque.

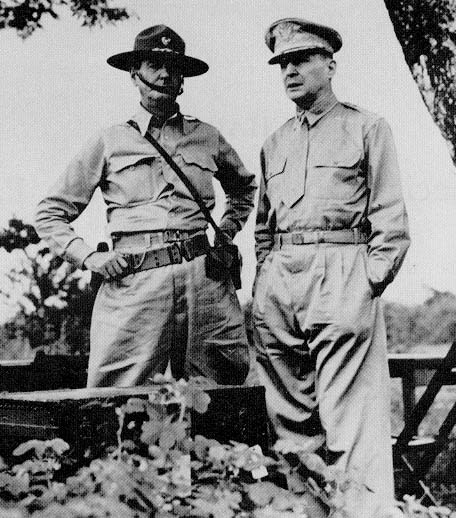
Les généraux Wainwright (à gauche) et MacArthur.

Pendant plusieurs semaines, les Japonais, échaudés par de lourdes pertes, effectuèrent des attaques limitées. Du fait de la position difficile des forces alliées en Asie, le président Franklin D. Roosevelt ordonna à MacArthur de quitter Corregidor pour l'Australie, et d'y assumer le poste de Commandant suprême des forces alliées dans la zone du sud-ouest pacifique. Le 22 mars, Wainwright prit la tête des forces Alliées aux Philippines.
Le 28 mars, une nouvelle vague d'attaques japonaises s'abattit sur les Alliés, déjà très affaiblis par la malnutrition, les maladies, et les batailles. La reddition générale eut lieu le 9 avril. Le 45e régiment d'infanterie américaine, qui n'avait pas réussi sa retraite vers Corregidor, se rendit le lendemain.

## Bataille de Corregidor
Corregidor était un poste d'artillerie de l'armée américaine, comptant des batteries anti-aériennes. Le 59e régiment était posté sur les hauteurs de Corregidor et put repousser les attaques aériennes japonaises, en abattant de nombreux avions. Les batteries de canon les plus anciennes furent cependant détruites par les bombardiers japonais. Corregidor était défendu par 11 000 soldats. Certains avaient pu rejoindre Corregidor via la péninsule de Baatan, où ils avaient réchappé à l'attaque japonaise.
En décembre 1941, le président philippin Manuel L. Quezon, le général MacArthur et le reste du personnel diplomatique et militaire échappèrent aux bombardements de Manille et s'abritèrent dans le tunnel de Malinta à Corregidor. En mars 1942, des sous-marins américains arrivèrent au nord de Corregidor, apportant des ordres et des armes, et évacuant des officiels américains et philippins. Un certain nombre de ceux qui ne purent prendre place dans les sous-marins furent ensuite faits prisonniers par les Japonais. Les soldats américains et philippins défendirent la petite forteresse jusqu'à épuisement de leur matériel. Le 12 mars, à la faveur de la nuit et sur ordre exprès du président Roosevelt, le général MacArthur et quelques personnes (dont sa femme) s'enfuient à bord de patrouilleurs de la marine (PT boats) en direction de Mindanao, d'où ils gagnèrent l'Australie à bord de bombardiers B-17.
Le 1er mai, les Japonais commencèrent leur assaut final sur Corregidor. Dans la nuit du 5 au 6 mai, les Japonais entamèrent leur débarquement. Malgré une forte résistance, les Japonais surent établir une tête de pont, où arrivèrent bientôt des chars et de l'artillerie, qui repoussèrent les défenseurs vers Malinta Hill.
Le 6 mai, Wainwright demanda à Homma ses conditions pour la capitulation. Homma demanda la reddition de toutes les forces alliées aux Philippines. Wainwright a souhaité gagner du temps en expliquant qu'il ne commandait que Corregidor et non pas toutes les troupes alliées des Philippines, et ne pouvait signer pour les autres commandants d'autres parties du pays. Malgré tout, souhaitant épargner la vie des personnes réfugiées à Corregidor, il accepta et, le 8, ordonna à Sharp de se rendre avec les forces de Mindanao. Sharp obéit, mais un certain nombre de soldats entrèrent alors en guérilla pour continuer le combat (sous les ordres de Wendell Fertig (en) à Mindanao, notamment).

## Conséquences
Après sa victoire, l'empire du Japon allait intégrer les Philippines au sein de la Sphère de coprospérité de la grande Asie orientale et autoriser en 1943 la création de la république des Philippines. Dans les faits, l'archipel demeura sous une occupation militaire caractérisée par un régime de terreur et de multiples exactions à l'encontre de la population civile et des prisonniers de guerre. La résistance s'organisa avec la guérilla fidèle au gouvernement national, encadrée par des militaires américains ; à celle-ci s’ajouta la rébellion communiste de la Hukbalahap, force armée du Parti communiste philippin, ainsi que celle des Moros.
Les forces alliées lancèrent à l'automne 1944 la reconquête de l'archipel, qui débuta avec la bataille de Leyte.